# Klub hokeja na ledu Zagreb
Klub hokeja na ledu Zagreb (KHL Zagreb) hrvatski je hokejski klub iz Zagreba. Klupski nadimak je Veprovi.

## Povijest
KHL Zagreb osnovan je 1982. godine. Početkom 90-ih osvojili su četiri naslova državnog prvaka. Najveći rival im je KHL Medveščak. Veprovi su poznati po radu s mlađim kategorijama, a od svog postojanja dali su mnoge reprezentativce. Nakon davne 1996., Zagreb je osvojio prvenstvo Hrvatske u sezoni 2018./19.

## Trofeji
- Prvenstvo Hrvatske (6): 1991./92., 1992./93., 1993./94., 1995./96., 2018./19., 2022./23.

## Poznati igrači
- Igor Lazić
- Marko Lovrenčić
- Mislav Blagus
- Ivan Janković

## Reprezentativci na velikim natjecanjima =
- SP divizije I 2010.[1]

Matija Tačković